# Rinbung (sockenhuvudort i Kina, Tibet Autonomous Region, lat 29,27, long 89,81)
Rinbung (kinesiska: Renbu, 仁布, 仁布乡) är en sockenhuvudort i Kina. Den ligger i den autonoma regionen Tibet, i den sydvästra delen av landet, omkring 130 kilometer väster om regionhuvudstaden Lhasa.

## Demografi
I Rinbung bodde ca 2500 personer år 2010. Barn under 15 år utgjorde 26,0 %, vuxna 15-64 år 64 %, och äldre över 65 år 8,0 % av befolkningen.
Runt Rinbung är det glesbefolkat, med 12 invånare per kvadratkilometer. Närmaste större samhälle är Qiangqinxue, 8,8 km öster om Rinbung. 

## Geografi
Trakten runt Rinbung består i huvudsak av gräsmarker.
Genomsnittlig årsnederbörd är 648 millimeter. Den regnigaste månaden är juli, med i genomsnitt 184 mm nederbörd, och den torraste är januari, med 4 mm nederbörd.